# تلفيف جبهي علوي
التلفيف الجبهي العلوي أو التلفيف الأمامي العلوي (اختصارًا SFG) يشكل حوالي ثلث الفص الجبهي من المخ الإنساني . ويحدها جانبيا تلم أعلى. التلفيف الحزامي، هو حافة على القشرة المخية. وهو يحيط عموماً بواحدة أو أكثر من التلم.

## الوظيفة
ويحتوى مخ الإنسان على حوالى مائة ألف مليون خلية عصبية، ترتبط كل منها بعشرات الألوف من الخلايا المجاورة لها، وتعمل كلها في نسق محكم هادف لا عشوائية فيه. ولا تقف وظيفة مخ الإنسان وقدراته عند هذا الحد، بل إنه مزود بمقدرة هائلة على إدراك ما يجرى من حوله وما يدور بداخله.      

### الوعي الذاتي
في تجارب الرنين المغناطيسي الوظيفي ، وقد وجد غولدبرغ  وآخرون.  دليل على أن التلفيف الأمامي أعلى تشارك في الوعي الذاتي، وذلك بالتنسيق مع العمل الذي يقوم به الجهاز الحسي. توصل عدد من العلماء الألمان في جامعة توبينغن إلى اكتشاف المنطقة المسؤوله عن «الوعي الذاتي» في الدماغ والتي تلعب دوراً هاماً في المشاعر وردود الفعل العاطفيه لدى الإنسان وهي التلفيف الأمامي العلوي. وقد تم هذا الاكتشاف خلال دراسه مفصله لصور عديده أخذت بأحد التقنية للتصوير الشعاعي المحوري الطبقي لعدد كبير من المتطوعين

### الضحك
في عام 1998وصف جراح الاعصاب اسحق فرايد المريضة البالغة من العمر 16 عاما (ويشار إلي المريضة باسم "AK ") التي ضحكت حين تنبه لها SFG مع التيار الكهربائي خلال فترة العلاج من مرض الصرع.. تم تطبيق التحفيز الكهربائي على السطح القشري من الفص الجبهي الأيسر ل AK في حين جرت محاولة لتحديد موقع التركيز على نوبات الصرع (والتي لم ترافقت أبدا الضحك).
في محاولة لفهم كيف تقوم «دائرة إدراك الضحك» في المخ بالتمييز بين مختلف أنواع الضحك، قام علماء الجهاز العصبي بجامعة توبنجن بألمانيا بتصوير نشاط المخ ل 18 متطوعًا من متوسط عمر 26 سنة، بأشعة الرنين المغناطيسي الوظيفي أثناء سماع الأنواع الثلاثة من الضحك؛ المرح، والسخرية، والضحكات النابعة من الدغدغة. وقد تبين أن مناطق المخ التي تتحكم في الجهاز العصبي اللاإرادي

## أشهر التلافيف الحزامية
- تلفيف جبهي علوي Superior frontal gyrus
- تلفيف جبهي اوسط Middle frontal gyrus
- تلفيف جبهي سفلي Inferior frontal gyrus
- تلفيف صدغي علوي Superior temporal gyrus
- تلفيف صدغي اوسط Middle temporal gyrus
- تلفيف صدغي سفلي Inferior temporal gyrus
- تلفيف مغزلي Fusiform gyrus
- تلفيف ل مجاور للحصين Parahippocampal gyrus
- تلفيف صدغي عرضي Transverse temporal gyrus
- تلفيف لساني Lingual gyrus
- تلفيف امام مركزي Precentral gyrus
- تلفيف وراء مركزي Postcentral gyrus
- تلفيف فوق هامشي Supramarginal gyrus
- تلفيف زاوي Angular gyrus
- تلفيف حزامي Cingulate gyrus
- تلفيف قوسي Fornicate gyrus
- فصيص Cuneus
- طلل Precuneus

## صور إضافية

موقع  التلفيف الجبهي الأعلى (كما هو موضح باللون الأحمر)
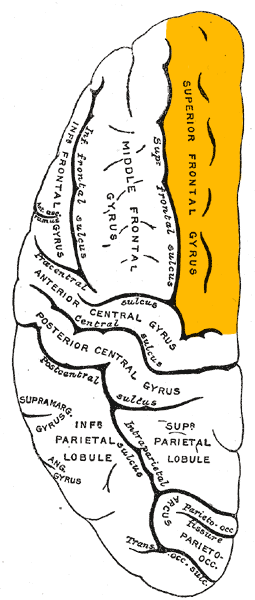
اليسار نصف الكرة المخية ينظر إليها من فوق
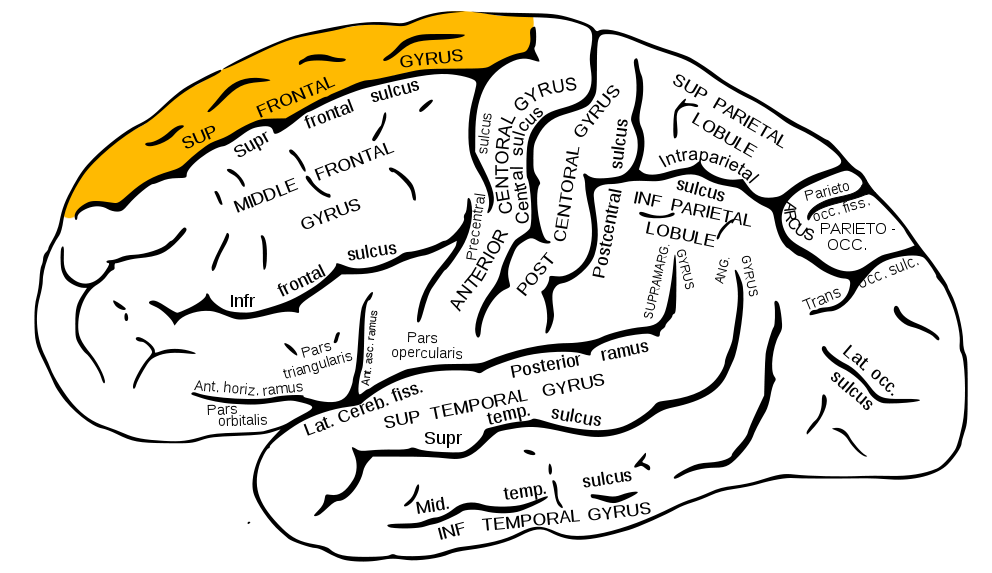
السطح الجانبي الأيسر لنصف الكرة المخية
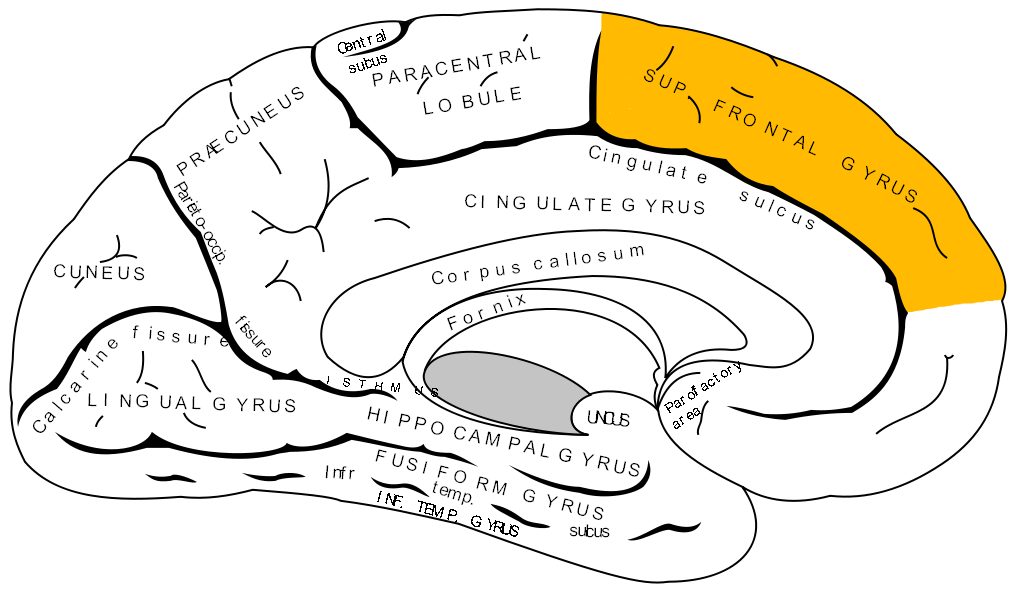
السطح الإنسي  الأيسر لنصف الكرة المخية
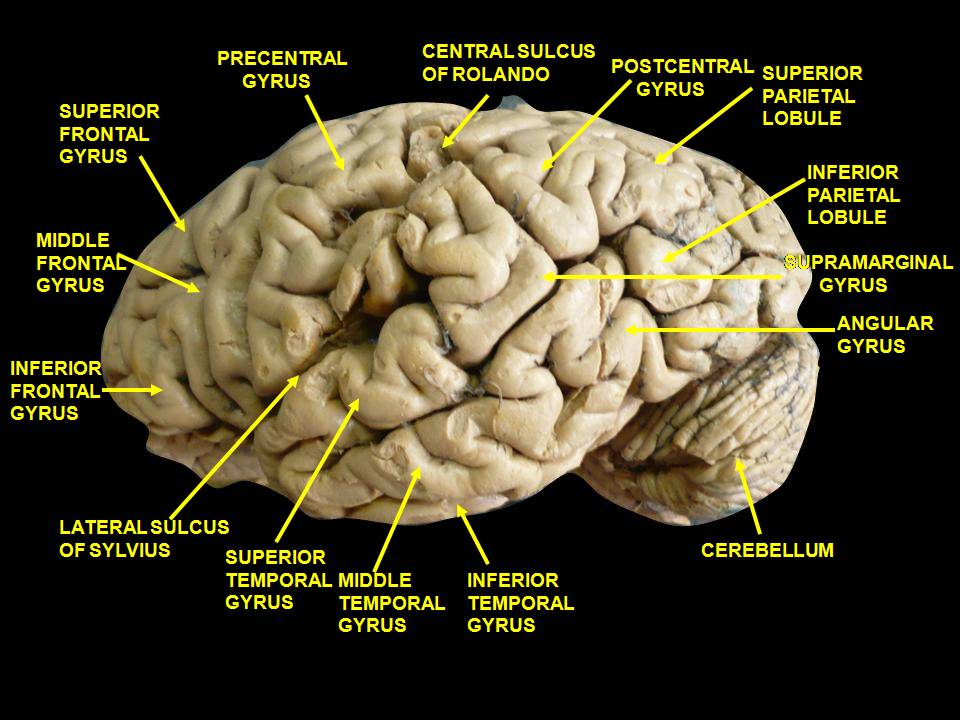
المخ. صورة جانبية. تشريح عميق. التلفيف الأمامي  الأعلى المسماة من أعلى إلى اليسار.